# 傑斯波·克努森
傑斯波·克努森（丹麥語：Jesper Knudsen，1960年11月22日—），是一位丹麥已退役男子羽球運動員。
1986年，傑斯波·克努森贏得了威爾斯羽球國際賽混合雙打冠軍（與內蒂·尼爾森搭檔）和蘇格蘭羽球公開賽男子雙打冠軍（與亨利克·史瓦勒搭檔）。1988年，他與內蒂·尼爾森一起贏得多項混合雙打獎牌，包括荷蘭羽球公開賽和丹麥羽球公開賽的冠軍，以及全英羽球公開錦標賽的亞軍。1989年，兩人一起贏得丹麥羽球公開賽混合雙打冠軍。1990年，他們在歐洲羽球錦標賽上獲得銅牌。